# Naciria (distrito)
Naciria é um distrito localizado na província de Boumerdès, Argélia, e cuja capital é a cidade de mesmo nome, Naciria.[carece de fontes?]

## Municípios
O distrito está dividido em dois municípios:
- Naciria
- Timezrit